# Kupa na Sŭvet·skata armiya 1972-1973
La Coppa dell'Esercito sovietico 1972-1973 è stata la 28ª edizione di questo trofeo, e la 33ª in generale di una coppa nazionale bulgara di calcio, terminata il 3 giugno 1973.  Il CSKA Sofia ha vinto il trofeo per l'ottava volta.

## Primo turno
| Squadra 1              | Risultato         | Squadra 2           |
| ---------------------- | ----------------- | ------------------- |
| 1972                   |                   |                     |
| Levski Omurtag         | 2 – 0             | Lokomotiv Ruse      |
| Dobrudža               | 1 – 2             | Vatev Beloslav      |
| Ludogorec              | 1 – 2             | Lokomotiv GO        |
| Botev Dibich           | 0 – 1             | Dorostol Silistra   |
| Arda Kărdžali          | 1 – 2             | Sliven              |
| Sakarski Sportist      | 0 – 2             | Lokomotiv Burgas    |
| Cherveno Zname Haskovo | 3 – 3 (10-11 dtr) | Gorubso Madan       |
| Hebăr Pazardžik        | 3 – 1             | Velbažd             |
| Lokomotiv Stara Zagora | 0 – 2 (dts)       | Jantra Gabrovo      |
| Čavdar Etropole        | 2 – 0             | Svoboda Milkovitsa  |
| Chorni Breznik         | 0 – 2             | Trakia Stamboliyski |
| Pirin Blagoevgrad      | 3 – 0             | Vitoša Bistrica     |
| Montana                | 0 – 0 (3-2 dtr)   | Liteks Loveč        |

## Sedicesimi di finale
| Squadra 1            | Risultato   | Squadra 2           |
| -------------------- | ----------- | ------------------- |
| 20/21 dicembre 1972  |             |                     |
| Bdin                 | 2 – 0       | Lokomotiv Sofia     |
| Beroe                | 1 – 0       | Trakia Stamboliyski |
| Pirin Blagoevgrad    | 4 – 2       | Tundzha Yambol      |
| Lokomotiv Burgas     | 1 – 2       | Botev Plovdiv       |
| Gorubso Madan        | 1 – 4       | Spartak Pleven      |
| Dunav Ruse           | 2 – 1       | Hebăr Pazardžik     |
| Minjor Pernik        | 3 – 1       | Vatev Beloslav      |
| Černo More Varna     | 0 – 1       | Spartak Varna       |
| CSKA Sofia           | 6 – 0       | Jantra Gabrovo      |
| Lokomotiv Plovdiv    | 4 – 2       | Lokomotiv GO        |
| Levski Omurtag       | 0 – 3       | FK Etăr             |
| Akademik Sofia       | 2 – 0       | Dorostol Silistra   |
| Čavdar Etropole      | 1 – 4 (dts) | Botev Vraca         |
| Slavia Sofia         | 2 – 1       | Montana             |
| FK Černomorec Burgas | 1 – 0       | Šumen               |
| Levski Sofia         | 2 – 0       | Sliven              |

## Fase a gironi
Le gare si sono svolte tra il 10 e il 17 febbraio 1973.

### Gruppo 1
| Squadra              | Pt | G | V | N | P | GF | GS | DG |
| -------------------- | -- | - | - | - | - | -- | -- | -- |
| FK Černomorec Burgas | 4  | 3 | 1 | 2 | 0 | 4  | 2  | +2 |
| Akademik Sofia       | 4  | 3 | 1 | 2 | 0 | 4  | 3  | +1 |
| Lokomotiv Plovdiv    | 2  | 3 | 0 | 2 | 1 | 3  | 4  | -1 |
| Minjor Pernik        | 2  | 3 | 0 | 2 | 1 | 2  | 4  | -2 |

| Squadra 1            | Risultato   | Squadra 2            |
| 1ª giornata          | 1ª giornata | 1ª giornata          |
| -------------------- | ----------- | -------------------- |
| Minjor Pernik        | 1 - 1       | Lokomotiv Plovdiv    |
| Akademik Sofia       | 1 - 1       | FK Černomorec Burgas |
| 2ª giornata          |             |                      |
| Lokomotiv Plovdiv    | 1 - 1       | FK Černomorec Burgas |
| Minjor Pernik        | 1 - 1       | Akademik Sofia       |
| 3ª giornata          |             |                      |
| Akademik Sofia       | 2 - 1       | Lokomotiv Plovdiv    |
| FK Černomorec Burgas | 2 - 0       | Minjor Pernik        |

### Gruppo 2
| Squadra       | Pt | G | V | N | P | GF | GS | DG |
| ------------- | -- | - | - | - | - | -- | -- | -- |
| CSKA Sofia    | 6  | 3 | 3 | 0 | 0 | 9  | 2  | +7 |
| Beroe         | 4  | 3 | 2 | 0 | 1 | 7  | 4  | +3 |
| Bdin          | 2  | 3 | 1 | 0 | 2 | 5  | 7  | -2 |
| Spartak Varna | 0  | 3 | 0 | 0 | 3 | 1  | 9  | -8 |

| Squadra 1     | Risultato   | Squadra 2     |
| 1ª giornata   | 1ª giornata | 1ª giornata   |
| ------------- | ----------- | ------------- |
| Bdin          | 1 - 2       | CSKA Sofia    |
| Beroe         | 2 - 0       | Spartak Varna |
| 2ª giornata   |             |               |
| CSKA Sofia    | 5 - 1       | Spartak Varna |
| Bdin          | 2 - 5       | Beroe         |
| 3ª giornata   |             |               |
| Beroe         | 0 - 2       | CSKA Sofia    |
| Spartak Varna | 0 - 2       | Bdin          |

### Gruppo 3
| Squadra        | Pt | G | V | N | P | GF | GS | DG |
| -------------- | -- | - | - | - | - | -- | -- | -- |
| Botev Plovdiv  | 5  | 3 | 2 | 1 | 0 | 4  | 1  | +3 |
| Levski Sofia   | 5  | 3 | 2 | 1 | 0 | 3  | 1  | +2 |
| Botev Vraca    | 2  | 3 | 1 | 0 | 2 | 1  | 3  | -2 |
| Spartak Pleven | 0  | 3 | 0 | 0 | 3 | 2  | 5  | -3 |

| Squadra 1      | Risultato   | Squadra 2      |
| 1ª giornata    | 1ª giornata | 1ª giornata    |
| -------------- | ----------- | -------------- |
| Levski Sofia   | 2 - 1       | Spartak Pleven |
| Botev Plovdiv  | 2 - 0       | Botev Vraca    |
| 2ª giornata    |             |                |
| Levski Sofia   | 0 - 0       | Botev Plovdiv  |
| Spartak Pleven | 0 - 1       | Botev Vraca    |
| 3ª giornata    |             |                |
| Botev Vraca    | 0 - 1       | Levski Sofia   |
| Botev Plovdiv  | 2 - 1       | Spartak Pleven |

### Gruppo 4
| Squadra           | Pt | G | V | N | P | GF | GS | DG |
| ----------------- | -- | - | - | - | - | -- | -- | -- |
| Dunav Ruse        | 5  | 3 | 2 | 1 | 0 | 6  | 3  | +3 |
| Slavia Sofia      | 4  | 3 | 1 | 2 | 0 | 4  | 1  | +3 |
| FK Etăr           | 3  | 3 | 1 | 1 | 1 | 3  | 3  | 0  |
| Pirin Blagoevgrad | 0  | 3 | 0 | 0 | 3 | 0  | 6  | -6 |

| Squadra 1         | Risultato   | Squadra 2         |
| 1ª giornata       | 1ª giornata | 1ª giornata       |
| ----------------- | ----------- | ----------------- |
| Pirin Blagoevgrad | 0 - 2       | Dunav Ruse        |
| FK Etăr           | 0 - 0       | Slavia Sofia      |
| 2ª giornata       |             |                   |
| Slavia Sofia      | 1 - 1       | Dunav Ruse        |
| FK Etăr           | 1 - 0       | Pirin Blagoevgrad |
| 3ª giornata       |             |                   |
| Pirin Blagoevgrad | 0 - 3       | Slavia Sofia      |
| Dunav Ruse        | 3 - 2       | FK Etăr           |

## Quarti di finale
| Squadra 1      | Risultato | Squadra 2            |
| -------------- | --------- | -------------------- |
| 14 marzo 1973  |           |                      |
| CSKA Sofia     | 1 – 0     | Slavia Sofia         |
| Akademik Sofia | 2 – 1     | Botev Plovdiv        |
| Levski Sofia   | 2 – 1     | FK Černomorec Burgas |
| Beroe          | 3 – 1     | Dunav Ruse           |

## Semifinali
| Squadra 1      | Risultato   | Squadra 2      |
| -------------- | ----------- | -------------- |
| 23 maggio 1973 |             |                |
| CSKA Sofia     | 4 – 2 (dts) | Akademik Sofia |
| Beroe          | 2 – 1       | Levski Sofia   |

## Finale
| Arbitro: | Petar Nikolov |

|                     |           |              |
| Denev 18’ Žekov 21’ | Marcatori | 12’ Dimitrov |